# Assaut des bandits
 Assaut des bandits  est une série de trois peintures réalisée par Francisco de Goya entre 1798 et 1800 qui fait partie d’une série de toile sur le cannibalisme, la cruauté et la sorcellerie. Les trois toiles sont également connues sous les titres « Bandit fusillant leurs prisonniers », « bandit déshabillant une prisonnière », « bandit assassinant une femme ».

## Contexte
Après être devenu sourd au début des années 1790, Goya commença à traiter de sujets sombres dans ce qu’il nommait tableaux « du caprice et de l’invention ». Ces toiles incluent des scènes de prisons, de cannibalisme, de folie, de cruauté et de sorcellerie, de meurtres de sang-froid, et ici de viol.

## Analyse
La série fonctionne comme une bande dessinée. La première toile montre les bandits assassinant les hommes d’un groupe pris en otage, la seconde toile montre deux femmes — l’une nue sous son agresseur, l’autre en train d’être déshabillée — et la troisième toile montre un bandit sur le point de donner un coup de couteau à la femme nue sur laquelle il est allongé.

## Description
Comme pour les autres toiles de ces peintures sauvages, (voir Cannibales préparant leurs victimes par exemple) la scène se déroule à l’entrée d’une grotte, forçant un violent clair-obscur par l’entrée d’une lumière blanche et crue dans cet espace confiné alors que les tonalités sont ocre et sombres des scènes sont floues.
Dans la première scène, les bandits sont sur le point de tuer à bout portant les hommes d’un groupe qu’ils viennent de piller. Les hommes prient terrorisés, alors que les femmes font de grands gestes pour arrêter les agresseurs.
Dans la seconde scène, alors que les corps des hommes gisent à droite, un bandit abuse une des femmes à gauche en fond et la seconde femme au centre est en train d’être déshabillée pour subir le même sort. 
Le peintre montre dans cette troisième toile la douleur de la victime violée sur le point de mourir, alors que l’assassin sourit.
Le regard du spectateur est chaque fois attiré par un jeu de lumière et des représentations plus nettes des éléments qui concentrent l’attention du spectateur et qui constituent l’instant central de la scène :
- femmes levant les bras et bandit avec un fusil
- bandit et sa prisonnière
- vêtement jaune du bandit et la chair claire de la prisonnière.
Chaque fois la scène est sommaire, l’environnement est à peine suggéré, la scène quasi inexistante, les personnages sont flous, brumeux. La force et la violence des personnages ressort avec d’autant plus de force dans ce qui est, pour Arte en Historia, une « allégorie à la nature humaine ».
Les coups de pinceaux sont rapides et précis. Goya se base sur un dessin aux contours précis, renforcé de lignes sombres, anticipant l’impressionnisme.

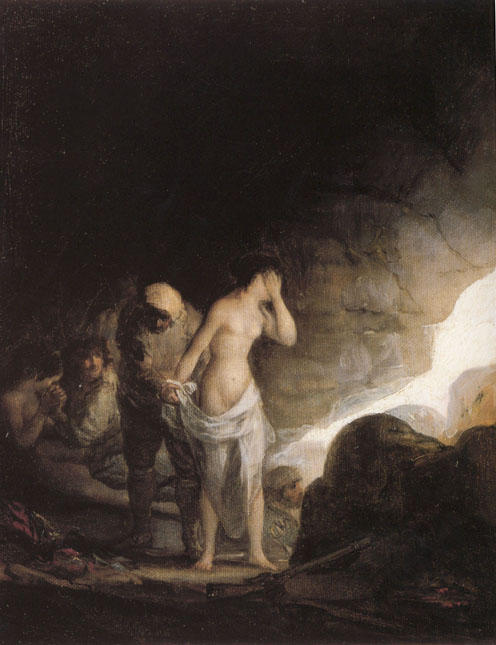
Assaut des bandits II
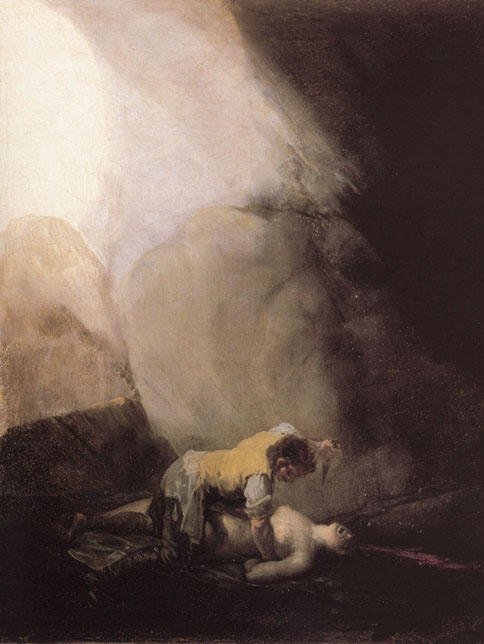
Assaut des bandits III